# Ivan Hedqvist
Ivan Hedqvist est un acteur et réalisateur de cinéma suédois, né le 8 juin 1880 à Gottröra et mort le 23 août 1935 à Stockholm.

## Biographie
Ivan Hedqvist était un acteur de théâtre renommé avant de contribuer au cinéma national suédois. Il s'essaie rapidement à la mise en scène.

## Filmographie sélective

### Comme acteur
- 1919 : Le Mariage de Joujou (Dunungen) de lui-même
- 1920 : La Fille des étudiants (Carolina Rediviva) de lui-même
- 1921 : Le Pèlerinage à Kevlaar (Vallfarten till Kevlaar) de lui-même
- 1921 : Les Émigrés (De landsflyktige) de Mauritz Stiller
- 1922 : L'Épreuve du feu (Vem dömer)  de Victor Sjöström
- 1922 : La Maison cernée (Det omringade huset) de Victor Sjöström
- 1923 : Vox Populi de John W. Brunius
- 1925 : Les Maudits (Ingmarsarvet) de Gustaf Molander
- 1926 : Vers l'Orient (Till österland) de Gustaf Molander
- 1926 : La Dame de l'Archiduc (Die sieben Töchter der Frau Gyurkovics) de Ragnar Hyltén-Cavallius
- 1928 : Synd de Gustaf Molander

### Comme réalisateur
- 1919 : Le Mariage de Joujou (Dunungen)
- 1920 : La Fille des étudiants (Carolina Rediviva)
- 1921 : Le Pèlerinage à Kevlaar (Vallfarten till Kevlaar)